# Nura (Fluss)
Die Nura (kasachisch Нұра; russisch Нура) ist ein Fluss in Kasachstan.

## Flusslauf
Sie entspringt im Gebiet Qaraghandy am Westrand des Kysyltas-Gebirges und fließt von Osten nach Westen durch die Kasachische Schwelle. Ein Kennzeichen des Einzugsgebiets ist der ausgeprägte Mangel an Niederschlägen. Dadurch erklärt sich, dass der Großteil des jährlichen Abflusses (90 % und mehr) in einer kurzen Zeit der Schneeschmelze flutartig erfolgt. Im Sommer, Herbst und Winter ist der Abfluss dagegen sehr deutlich reduziert, im Sommer trocknet der Oberlauf meist vollständig aus. In niederschlagsreichen Jahren kann die Nura bis zu 200 Mal mehr Wasser führen, als in trockenen Jahren.

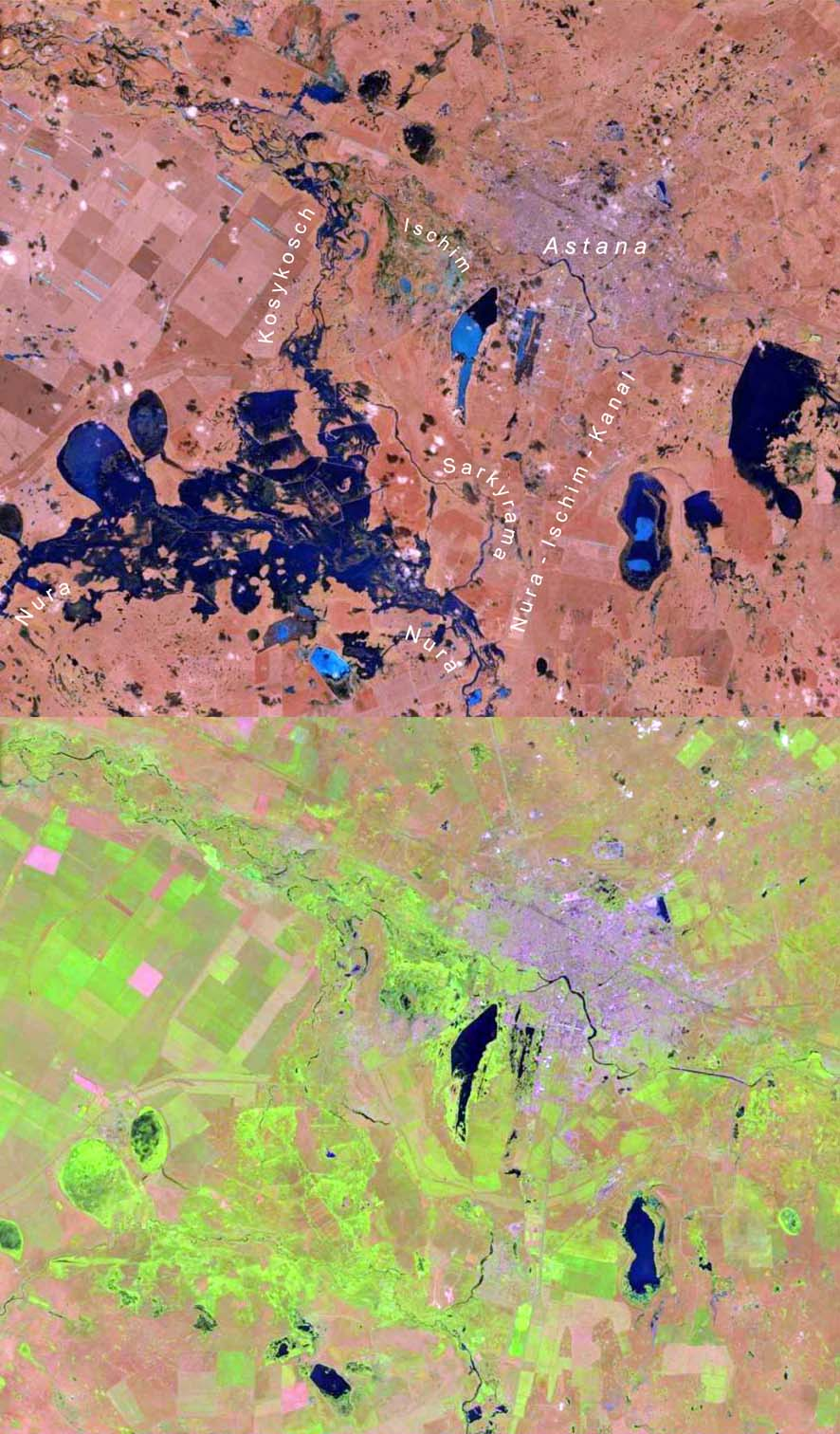
Binnendelta der Nura
(1) im April zur Zeit der Schneeschmelze
(2) im Juli bei Niedrigwasser der Flüsse

## Flusslänge
Am südwestlichen Ortsrand der kasachischen Hauptstadt Astana erreicht die Nura eine durchschnittliche Wasserführung von ca. 51 m³/s, bevor über den Nura-Ischim-Kanal Wasser aus der Nura in den Ischim/Jessil in Astana geleitet wird, um dessen Wasserführung zu erhöhen und die Wasserversorgung der Hauptstadt zu gewährleisten. Kurz danach zweigt der alte, nach Nordwesten zum Jessil verlaufende Flussarm Sarkyrama (russisch Саркырама) von der Nura ab, noch etwas weiter westlich mündet der Fluss in ein Binnendelta, das gleichzeitig eine Bifurkation darstellt, bei der etwa ein weiteres Drittel des Wassers über den nach Norden mäandernden Kosykosch (russisch: Козыкош) dem Jessil zuströmt, während der Rest noch ca. 200 Kilometer ohne wesentliche weitere Zuflüsse nach Südwesten weiterfließt und nach insgesamt 978 Kilometern mit einer Wasserführung von nur noch gut 28 m²/s in den abflusslosen Tengissee mündet.

## Quecksilberverschmutzung
In der zweiten Hälfte des zwanzigsten Jahrhunderts wurden aus der Chemiefabrik „Carbide“ in Temirtau 300 bis 1000 Tonnen Quecksilber in die Nura eingeleitet, das als Katalysator in der chemischen Produktion verwendet wurde. In einigen Abschnitten des Flusses wird daher vom Verzehr gefangener Fische wegen der wahrscheinlichen Quecksilberbelastung abgeraten.
Seit 2001 wird der Fluss auf Initiative der Regierung von Kasachstan von Quecksilberablagerungen gereiniget; kofinanziert wird das Projekt durch Kasachstan und die Weltbank. Zwischen 2004 und 2006 war unter anderem die österreichische Firma Posch & Partner an der Flussreinigung beteiligt.

## Orte
- Ghabiden Mustafin
- Schachtinsk
- Temirtau
- Astana